# Grzeczna dziewczynka
Grzeczna dziewczynka (tytuł oryginalny: Good Girl) – amerykańska seria komiksowa autorstwa Skottiego Younga, będąca trzecim tomem Nienawidzę Baśniowa. Część 1, Dziewczyna oszustka, ukazała się 15 marca 2017, część 2, Samotna Gert i Grub, ukazała się 19 kwietnia 2017, część 3, Życie Larry'ego, ukazała się 21 czerwca 2017, część 4, Labirynt Miłości, ukazała się 19 lipca 2017, a część 5, Kocham! Baśniowa, został wydany 16 sierpnia 2017.
Serial opowiada o Gertrudzie „Gert”, młodej kobiecie, która spędziła dziesięciolecia, przemierzając cukierkowy świat Fairyland on, będąc tam przetransportowaną, uwięziona jako jej niedojrzała sześcioletnia wersja z ładnymi zielonymi lokami i kokardą, a towarzyszy jej towarzysz wyprawy Larry, mucha w cylindrze, gdy szuka sposobu na powrót do domu. Po przyjęciu protegowanej, Maddy, Gert w końcu zdaje sobie sprawę, że bycie tak morderczą maniaczką może być powodem, dla którego nigdy nie była w stanie znaleźć drogi powrotnej z Fairyland, i wyrusza na nową wyprawę, aby odkupić się, próbując zasłużyć na powrót do domu dobrymi uczynkami, życzliwością, miłością i wszelkimi innymi miękkimi, wzruszającymi rzeczami, które zdoła wyrazić.
Poprzedza go Fujowe życie, po którym następuje wątek fabularny Konali krótko i płaczliwie, z jednorazowy, Nienawidzę Obrazu, osadzonym pomiędzy wydarzeniami z Fujowego życia i Grzecznej dziewczynki, również wydanym z okazji Dnia Darmowego Komiksu 2017.
Seria spotkała się z powszechnym, pozytywnym przyjęciem krytyków.

## Założenie

### Część pierwsza:Dziewczyna oszustka
Podczas gdy Gert i Larry robią sobie przerwę od zwykłych zadań i zabijania, aby trochę się zabawić na corocznym Dungeon Con w Fairyland, Gert spotyka się z fanką, Maddy, która pragnie zostać jej protegowaną. Po tym, jak nauczyła Maddy właściwego sposobu życia, Gert rozpoznaje przez nią, kim stała się przez dziesięciolecia w Krainie Czarów, i postanawia być „dobra”, zmienić swoje postępowanie i w końcu opuścić Krainę Czarów raz na zawsze.

### Część druga:Samotna Gert i Grub
Zmęczona byciem samolubną i morderczą, Gert postanawia zostać pomocną członkinią społeczności Krainy Czarów, zaczynając od uratowania porwanego dziecka i zwrócenia go kochającej rodzina.
Tytuł nawiązuje do serii manga z 1970 roku Samotny wilk i szczenię.

### Część trzecia:Życie Larry'ego
Larry wyobraża sobie, jak mogłoby wyglądać jego życie, gdyby nigdy nie poznał Gert.

### Część czwarta:Labirynt Miłości
Gert próbuje rozwiązać zdradliwy labirynt, aby przywrócić sobie dziecięcą niewinność i nadzieję na opuszczenie Krainy Czarów.
Tytuł nawiązuje do filmu z gatunku dark fantasy z 2006 roku Labirynt Fauna.

### Część piąta:Kocham! Baśniowa
Gert odzyskała niewinność, znów stała się dzieckiem zarówno w umyśle, jak i ciele, ciesząc się nowo odkrytą dobrocią, gdy kontynuuje wypełnianie swojego pierwotnego „jednodniowego zadania”, aby raz na zawsze opuścić Fairyland.

## Odbiór
| Numer wydania | Data publikacji | Ocena krytyków | Recenzje krytyków | Ref.   |
| ------------- | --------------- | -------------- | ----------------- | ------ |
| 1             | Marzec 2017     | 8.6/10         | 7                 | [ 17 ] |
| 2             | Kwiecień 2017   | 9.2/10         | 6                 | [ 18 ] |
| 3             | Czerwiec 2017   | 8.2/10         | 9                 | [ 19 ] |
| 4             | Lipiec 2017     | 8.8/10         | 6                 | [ 20 ] |
| 5             | Sierpień 2017   | 8.8/10         | 5                 | [ 21 ] |
| Ogółem        |                 | 8.7/10         | 17                | [ 22 ] |

ComicBookWire chwalił Grzeczna dziewczynka jako "równie zwariowaną i zabawną jak poprzednie tomy [oraz] za poszukiwania Gertrudy w tej książce, które nadają każdemu rozdziałowi odrobinę niuansów" z "[w]szystkim w tej książce wyglądającym fantastycznie i [będącym] niesamowicie szczegółowym", kończąc, aby opisać ją jako "najlepszy tom w tej serii do tej pory. Wszystkie najlepsze aspekty poprzednich tomów powracają, aby stworzyć książkę, która jest zabawna i absurdalna na swój własny, unikalny sposób [jednocześnie zapewniając] wystarczająco dużo nowego zwrotu akcji, aby utrzymać zainteresowanie", a SKJam! podobnie chwali „zmianę kierunku [jako] mile widziany postęp [w] fabule” serii. IGN pochwalił „przełomową zmianę” narracji, a także sztukę Skottiego Younga za to, że powieść graficzna „pozostała jedną z najpiękniejszych książek dostępnych w sprzedaży i jedyną, którą kupię w sprzedaży, na dyskietkach i w wersji cyfrowej. Jest po prostu tak wspaniała, ekipo, jest po prostu tak, tak ładna [a] historia jest (prawie) tak dobra, jak sztuka. Mam nadzieję, że tak pozostanie”.

## Wydania zbiorowe
| Tytuł                                     | Zebrany materiał                               | Data publikacji      | ISBN                |
| ----------------------------------------- | ---------------------------------------------- | -------------------- | ------------------- |
| Nienawidzę Baśniowa: Grzeczna dziewczynka | Nienawidzę Baśniowa #11–15                     | 18 października 2017 | ISBN 978-1534303300 |
| Nienawidzę Baśniowa: Księga Druga         | Nienawidzę Baśniowa #11–20 i Nienawidzę Obrazu | 17 września 2019     | ISBN 978-1534312487 |